# 劉鵬九

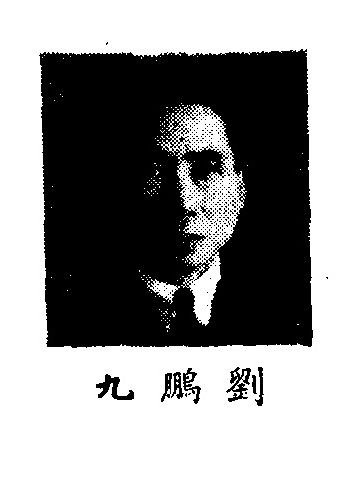

劉鵬九（1901年10月16日—1987年5月10日）字雲程，湖南長沙人，中华民国政治人物。

## 生平
清光緒二十七年辛丑九月初五日（1901年10月16日）戌時生（另一說為清光緒二十九年十月十八日生）。父子立公，母劉周氏。劉鵬九自幼聪明活潑，深得父亲子立公喜愛，並親授劉鵬九四書五經，奠定其國學基础。民國十年（1921年）以後，赴法國留學，起初入巴黎高等商業專門學校学习，獲商學碩士學位。民國十二年（1923年）至民国十六年（1927年），復入巴黎大學法學院，獲法學碩士學位。在此期間，因愛國反共，故加入中國青年黨。
民國十七年（1928年）自歐洲归國。同年10月，获聘廈門大學教授，至民国十八年（1929年）6月，卸職赴上海。民國十八年（1929年）8月，获聘復旦大學教授，至民国廿一年（1932年）2月離職。在此期間，爲學生編有「法國政黨」、「國際公法新論」、「經濟地理」、「商學槪論」、「法文文法大綱」等講義，其中「法國政黨」一書於民国廿二年（1933年）九月由上海中華書局出版。此外，他还曾任中国青年党上海市執行委員會主席。民國廿一年（1932年）3月赴龍州，任廣西邊務學校主任教官，訓練對法屬安南辦理外事的人員，並且他还兼任廣西對汛督辦署上校教官，至民国廿七年（1938年）十二月卸任。民國廿四年（1935年）夏，在武昌與萬靈玉女士結婚，婚後偕妻子仍返龍州任教。萬靈玉裔出浙江瑞安的名門。
抗日战争爆发后，劉鵬九於民國廿九年（1940年）秋，携眷入四川，出任成都川康農工學院教授兼工商管理學系主任，至民国三十五年（1946年）1月離職。曾任中国青年党成都市黨部主席，並任《新中國日報》撰稿。
抗日战争勝利後，劉鵬九於民國三十五年（1946年）5月由重慶搭乘江輪復員返回上海。同年11月，当選制憲國民大會代表。民國三十六年（1947年）3月，出任国民政府立法院第四届立法委員，民国三十七年（1948年）5月卸任。民國三十六年（1947年）8月，获國民政府聘爲憲政實施促進委員會委員。民國三十六年（1947年）11月，获聘爲中華民國出席聯合國貿易暨就業會議代表團顧問。民國三十七年（1948年）1月，获聘爲農林部顧問，至同年12月卸任。1948年1月，參加行憲首届立法委員竞选，本已當選，但公佈名單之時，僅得候補委員。民國三十七年（1948年）8月，任中華民國駐英国大使館商務參事，至民国三十八年（1949年）12月中华民国政府遷往台湾，乃卸職返回台北。
民國三十九年（1950年）4月，劉鵬九获聘爲行政院參議，至民国五十五年（1966年）3月卸任。民國三十九年（1950年）11月，與陳啓天等人創辦《新中國評論》月刊（該刊民国六十一年（1972年）6月停刊）。民國四十七年（1958年），亞洲人民反共聯盟（簡稱“亞盟”）第二届理事會选举，劉鵬九當選常務理事，此後一直連任至第八届。民國四十八年（1959年），劉鵬九所譯「法國人權宣言及第五共和憲法」一書出版，列入新中國評論叢書。同年6月，亞盟第五届會議在韩国漢城召開，劉鵬九爲中華民國代表團代表之一。劉鵬九到台湾後，一度遷居台中市，後遷回台北市廈門街四十八巷十五號定居。劉鵬九曾應台中國際
天主教文教會的邀請，與數位外国籍神父合編中、英、法國際辭典，復應聘在歐洲語文中心任教。
民國五十九年（1970年）8月，劉鵬九忽感血壓升高，双腿乏力，送入台北市福州街郵政醫院治療，不久出院。民國六十二年（1973年）7月，举家遷居美国，先在加利福尼亚州停留，同年8月遷居威斯康辛州麥迪森城。民国六十三年（1974年）11月，復遷居馬里蘭州，同年12月又遷居加利福尼亚州艾索瑞圖定居。民國六十八年（1979年）1月，因前列腺肥大，曾動手術。此後偶發炎症或流血尿，但不嚴重。民國七十二年（1983年）2月，突發中风，导致右半身不遂，語言能力喪失，乃住院診治，繼而易地进行復健運動及語言訓練，療效不显著。遂於同年5月下旬送入卡森療養院，接受長期治疗。
劉鵬九的妻子萬靈玉於民国七十五年（1986年）3月4日因癌症病逝於美国加利福尼亚州柏克利的醫院，享年72歲，同月七日卜葬於加利福尼亚州柏克利的「日落景觀墳場」。劉鵬九则在美国卡森療養院養病四年，於民國七十六年（1987年）5月10
日（農曆四月十三日）清晨在睡眠中逝世，享年87歲。同月15日，與妻子合葬於日落景觀墳場。